# باب المغاربة

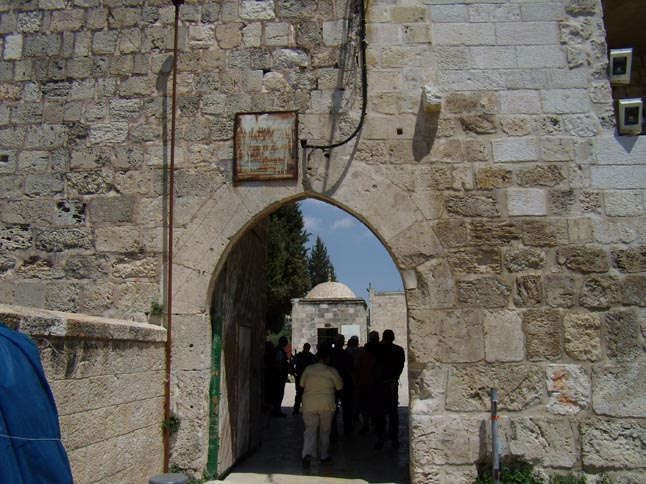
باب المغاربة أحد أبواب المسجد الأقصى الغربية، كما يبدو من خارجه جنبًا إلى حائط البراق. وهو مغلق اليوم أمام المسلمون.

بَابُ المَغَارِبَةِ هي تسمية تطلق على بابين في مدينة القدس؛ أحدهما في السور الجنوبي للبلدة القديمة، والآخر أحد أبواب المسجد الأقصى الغربية، وتعود التسمية إلى أصول قاطني حي المغاربة المدمر القادمين من بلاد المغرب.

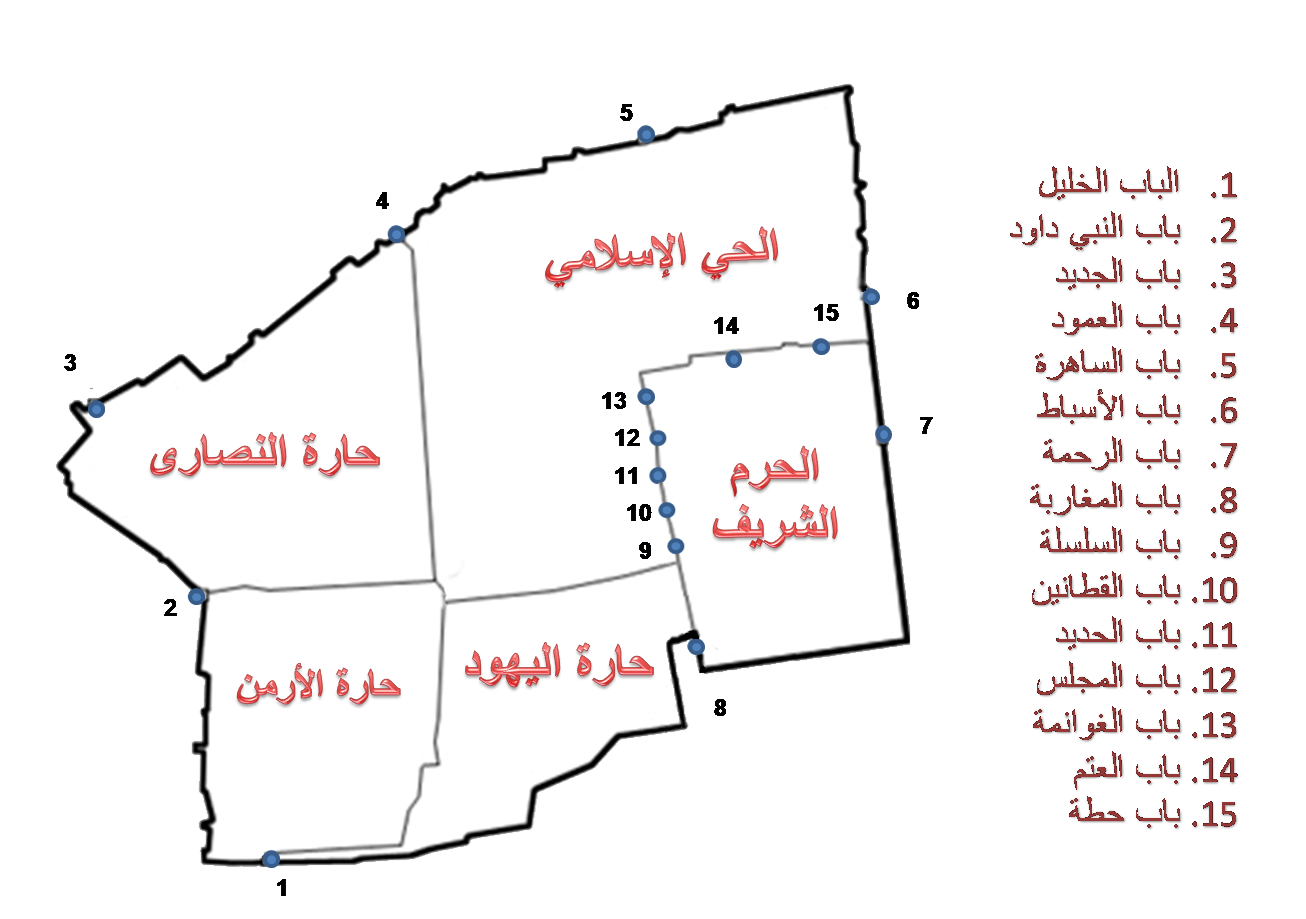
صورة: بوابات القدس القديمة والمسجد الأقصى.

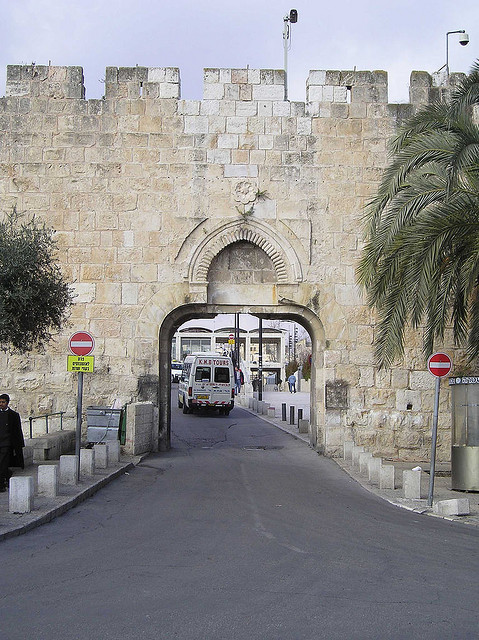
باب المغاربة أحد أبواب البلدة القديمة كما يبدو من خارج الأسوار.

في 29 يوليو 2001، فشلت محاولة مجموعة صهيونية في وضع حجر أساس الهيكل الثالث في باب المغاربة بعد أن تصدى فلسطينيون لها أدت إلى اندلاع مواجهات عنيفة في ساحات المسجد الأقصى. وكانت قد تلقت هذه المجموعة الصهيونية المسماة «أمناء جبل الهيكل» إذنا من المحكمة العليا للاحتلال الإسرائيلي في يوم 25 يوليو يسمح لها بوضع حجر الأساس.
في 19 ديسمبر 2004، أقرت حكومة الاحتلال الإسرائيلي، في إحدى جلساتها، رصد مبلغ 5 ملايين شيقل لتنفيذ مخطط «إزالة طريق باب المغاربة وبناء جسر بديل»، وأوكلت الحكومة تنفيذ هذا المشروع إلى مكتب رئيس الحكومة مباشرة. وفي نفس الشهرن أدت حفريات تحت الطريق إلى تهدم أجزاء منه وكذلك إلى تهدم أجزاء من جدار باب المغاربة الساند للطريق.

## التسمية
سُمي بباب المغاربة بالقرب من جامع المغاربة المجاور له والواقع داخل المسجد الأقصى، نسبة إلى حارة المغاربة الواقعة خارجه، وهي الحارة التي جاور بها المجاهدون المغاربة الذين قدموا من شمال افريقيا للفتح الصلاحي، وأوقفها عليهم الملك الأفضل بن صلاح الدين.
عرف هذا الباب أيضًا باسمي «باب البراق» و«باب النبي»، حيث يعتقد أن نبي محمد قد دخل منه للمسجد الأقصى ليلة الإسراء والمعراج، كما يعتقد بعض المؤرخين أن الخليفة عمر بن الخطاب دخل من ناحيته إلى الأقصى أيضا بعد الفتح.

## البناء
هذا وقد أعيد البناء الحالي لهذا الباب في الفترة المملوكية، في عهد سلطان مصر الملك الناصر محمد بن قلاوون في سنة 713 هجرية / 1313 ميلادية.
باب المغاربة هو أقرب الأبواب إلى حائط البراق، كان في البداية باب صغير ثم تم توسيعه. يصل الباب إلى مدينة داود، نبع الجيحون، بركة سلوان وإلى قرية سلوان. في العهد البيزنطي مر بالجوار شارع الكاردو الفرعي الذي وصل بين باب العمود في الشمال لبركة سلوان في الجنوب.
أيام الحكم الأردني (1948 - 1967)، تم توسيع الباب لتمكين العربات من الدخول. من على الباب من الخارج قوس يشبه الوسائد الحجرية وفوقه زخرفة مستديرة بشكل وردة.

## الموقع
يقع الباب بجانب حارة المغاربة، وهي من أشهر الحارات الموجودة في البلدة القديمة بالقدس، ويرجع جزء من شهرة الحارة إلى إقدام إسرائيل على تسويتها بالأرض بعيد احتلال القدس عام 1967، حيث حوَّلتها إلى ساحة سمتها «ساحة المبكى» لخدمة الحجاج والمصلين اليهود عند حائط البراق.

## الأحداث
ويتدفق من باب المغاربة 7% من ساكني القدس المسلمين للصلاة في المسجد الأقصى. وقد شرعت الحكومة الإسرائيل منذ 6 فبراير 2007 في هدم الطريق المؤدي لهذا الباب، وهو ما تسبب في وقوع مواجهات بين الفلسطينيين وجنود الاحتلال الإسرائيلي، أسفرت عن سقوط عشرات الجرحى من الفلسطينيين.
وورد في جريدة الاتحاد أن محكمة العدل العليا تسمح للمتدينين اليهود بالصلاة في باب المغاربة بالقدس عام 1983.